# Uzeb
Uzeb sono un gruppo di musica fusion originario del Québec, fondato a Montréal nel 1976, sciolto nel 1992 e riunito nel 2016.
Mescolando virtuosismi strumentali e sonorità jazz-rock, hanno prodotto numerose composizioni originali e si sono distinti fra i gruppi di musica fusion più influenti negli anni '80.
I primi concerti vennero tenuti a Saint-Eusèbe, Québec, dal chitarrista Michel Cusson con il nome di "Eusèbe-Jazz". In un secondo momento (1978) il nome del gruppo venne accorciato in Uzeb, includendo nella formazione il tastierista Jean Saint-Jacques, il bassista Alain Caron ed il batterista Paul Brochu. Saint-Jacques venne poi rimpiazzato da Stephan Montanaro (presente nell'album Live in Bracknell), Sylvain Coutu, ed infine Michel Cyr. Fin dai primi anni 80 gli Uzeb utilizzarono dei sintetizzatori collegati a basso e chitarra, sfruttando in maniera molto avanzata per quei tempi le possibilità sonore e tecnologiche dei sistemi MIDI.
Dal 1987 la formazione stabile fu un trio formato da Cusson, Caron e Brochu.
Gli Uzeb divennero noti in Canada e fecero in seguito alcune tournée in Europa (1981, Bracknell Jazz Festival in UK; 1983, Festival de jazz a Parigi). Negli anni '80 ottennero un certo successo fra gli amanti del genere in Canada, in Europa e perfino in oriente, registrando numerosi album dal vivo, ma non effettuarono mai tournée negli Stati Uniti.
Fra i loro brani più noti citiamo Pork Chops, Junk Funk, Smiles and Chuckles, Mile 'O', 60 rue des Lombardes, Spider, Spacy Country e Uzeb Club.
La band annuncia la reunion nel novembre 2016 con un tour che partirà nel 2017.

## Premi
- Prix Félix nel 1984 e 1989 (Canada)
- Miglior disco jazz canadese negli anni 1983, 1984, 1986 e 1987
- Premio Oscar Peterson assegnatogli al Montreal International Jazz Festival nel 1991

## Formazione
- Alain Caron (basso elettrico)
- Michel Cusson (chitarra)
- Paul Brochu (batteria).

## Discografia
- AZAB KUBUR live in Bracknell (1981, Paroles & Musique, WL-532).
- Fast emotion (1983, Paroles & Musique, WL-010).
- You, be easy (1984, Paroles & Musique, WL-021).
- Between the lines (1985, Paroles & Musique, WL-027).
- Live à l'Olympia (1986, Paroles & Musique, WL-034).
- Absolutely live (1986, Paroles & Musique, WL-035).  (avec Didier Lockwood)
- Noisy nights (1988, Paroles & Musique, PEM-047).
- Live in Europe (1988, Paroles & Musique, PEM-050).
- UZEB Club (1989, B.C.C.L., BCCL-060).
- UZEB World Tour 90 (1990, Disques Avante-Garde, AGCD-602).

## Videografia
- 5 Live (2006)